# A nap szépe
A nap szépe (franciául: Belle de jour) 1967-ben bemutatott francia−olasz film, Catherine Deneuve-vel a főszerepben. A filmet Luis Buñuel rendezte, Joseph Kessel 1928-ban megírt azonos című novellája alapján. A film 1967-ben a Velencei Filmfesztiválon elnyerte a Pasinetti-díjat, valamint a fesztivál fődíját az Arany Oroszlánt.

## Cselekmény
|  | Alább a cselekmény részletei következnek! |

Séverine Serizy szép, fiatal háziasszony Párizsban. Férje, Pierre híres orvos, kórházban dolgozik. A házaspár szereti egymást, boldogan élnek, ám Séverine-nek különös álmai vannak. Álmában rendszeresen kikötözik, megverik, megalázzák, a néző számára világos, hogy Séverine mazochista. Ám titkolja, egészen addig, amíg egy közös ismerősük – Henri – meg nem sejti a nő elfojtott vágyait. Henri egy luxus-bordélyházat ajánl Séverine-nek, ahol úgymond „eltöltheti az időt”. 
Séverine meglátogatja a bordélyházat, amelynek vezetője, Madame Anaïs szívesen fogadja, és megállapodnak abban, hogy Séverine naponta fog dolgozni, de csak nappal, mivel vacsorára haza kell érnie férjéhez. A neve ezért a bordélyban a „nap szépe” lesz. Madame Anaïs folyamatosan vezeti be a prostitúcióba Séverine-t, falba rejtett kémlelőnyílásokon fedezi fel, hogy a többi lány hogyan szolgálja ki az ügyfeleket, mit kell neki is csinálnia. Az első alkalomkor megpróbál elmenekülni, ám végül a kuncsaft az ellenállását szó szerint megtöri, és ez élvezetet okoz a mazochista Séverine-nek. Egy alkalommal egy bíró jön a bordélyba, aki szintén mazochista, azt kéri Séverine-től, hogy üsse meg, büntesse meg. Erre azonban – mivel ő maga is ilyen ösztönökkel rendelkezik – nem hajlandó és a továbbiakban Madame Anaïs mazochista ügyfeleket nem közvetít Séverine-hez. 
Az asszony titkolja férje előtt a „munkáját”, ám egy nap a bordélyt meglátogatja Henri is, aki egykor megadta neki a címet, és megfenyegeti. Hónapok telnek el, mikor megjelenik Marcel, egy szegény, bűnöző, erőszakos jellemű fiatalember, aki azonnal beleszeret Séverine-be. Csak hozzá akar járni, más nő nem érdekli, folyton a családja, lakóhelye iránt érdeklődik. Séverine egy herceg kastélyába is elmegy, ahol a herceg a pincében egy koporsóban akar Séverine-nel szeretkezni. Séverine végül úgy határoz, hogy felhagy a „munkával”, ám ezt Marcel nem veszi tudomásul, követi, telefonon zaklatja. Egy nap észreveszi, hogy Séverine valójában házas, ekkor elhatározza, hogy megöli Pierre-t. Az utcán támad rá, és Pierre-t megbénítja. A rendőrség később lelövi a menekülő Marcelt. Séverine otthonukban ápolja Pierre-t, aki vak és néma is a támadás óta. Séverine-nek elmúlnak mazochisztikus álmai. Egy nap felkeresi őket Henri és elmondja Pierre-nek Séverine egykori „munkáját”. A film Séverine újabb fantáziájával ér véget.

## Szereposztás
| Szerep                         | Színész                 | Magyar hangja (1. szinkron) |
| ------------------------------ | ----------------------- | --------------------------- |
| Séverine Serizy, a „nap szépe” | Catherine Deneuve       | Tóth Ildikó                 |
| Pierre Serizy, Séverine férje  | Jean Sorel              | Kautzky Armand              |
| Henri Husson                   | Michel Piccoli          | Vass Gábor                  |
| Madame Anaïs                   | Geneviève Page          | Kovács Nóra                 |
| Marcel                         | Pierre Clémenti         | Kárpáti Tibor               |
| A herceg                       | Georges Marchal         | N/A                         |
| Charlotte                      | Françoise Fabian        | Szalay Kriszta              |
| Renée Fevret                   | Macha Méril             | Vasvári Emese               |
| Pallas                         | Muni (Marguerite Dupuy) | N/A                         |
| Mathilde                       | Maria Latour            | Györgyi Anna                |
| Ragyás fickó                   | Bernard Fresson         | N/A                         |

## Mazochisztikus elemek
Séverine minden álma úgy kezdődik, hogy egy lovaskocsival viszik ki egy rétre, erdőbe, a lovaskocsi csengői csilingelnek – gyakorlatilag ez az egyetlen hangeffektus az egész filmben – majd megállnak és Séverine-t gyalázzák a kocsi utasai, így Henri és Pierre is. Egy jelenetben Pierre végignézi, hogy a lovaskocsi vezetője megerőszakolja Séverine-t, másik alkalommal a tengerparton áll egy póznához kikötözve és Henri és Pierre iszapot, sárt, földet dobál a nőre. A fantáziálásából mindig ugyanaz a mondat hozza vissza a film valóságába Séverine-t: Pierre megkérdezi „-Mire gondolsz Séverine?” – erre a nő mindig ugyanazt válaszolja „-Rád gondoltam Pierre.”

## A film szerkezete
Mint ahogy a legtöbb Buñuel-filmben, itt is találkozhatunk szürrealista elemekkel, bár nem olyan sokkal, mint más filmjeiben. Ilyenek például a pincében lévő koporsóban fekvő herceg képe, a már néma-vak-talán süket is, karosszékben ülő, fekete szemüveget viselő Pierre a film végén, a lovaskocsi száguldása, a csengettyűk csilingelése, az összevágott képsorok, miközben Séverine-re sarat, iszapot dobálnak.

## Díjak
- Velencei Filmfesztivál (1967)
  - díj: Arany Oroszlán – Luis Buñuel
  - díj: Pasinetti-díj a legjobb film kategóriában
- BAFTA-díj (1969)
  - jelölés: legjobb filmszínésznő – Catherine Deneuve
- Mozi Kritikusok Francia Szindikátusa (1968)
  - díj: kritikusok díja (legjobb film) – Luis Buñuel
- Bodil Awards (1968)
  - díj: legjobb európai film – Luis Buñuel

## Érdekességek
- Luis Buñuel is szerepel a filmben: egy kávéház teraszán üldögél egy jelenetben.
- „Belle de jour” – „a nap szépe” napjainkban egy liliom neve Franciaországban, amely csak nappal virágzik, utalva Séverine-re, aki estére hazatér férjéhez.

## Kapcsolódó szócikk
- Mazochizmus